# Eumenophorinae
Eumenophorinae — підродина павуків родини Павуки-птахоїди (Theraphosidae). Представники підродини Eumenophorinae характеризуються наявністю стридуляционного органу між базальними сегментами педипальп і першої ноги.

## Види
- Anoploscelus
- Batesiella
- Encyocrates
- Eumenophorus
- Hysterocrates
- Loxomphalia
- Loxoptygus
- Mascaraneus
- Monocentropus
- Myostola
- Pelinobius
- Phoneyusa